# 矢吹二朗
矢吹 二朗（やぶき じろう、1949年1月6日 - ）は、日本の俳優・経営者。別名義：千葉 治郎（ちば じろう）。本名：前田 満穂（まえだ みつほ）。
1982年に俳優を辞め、会社員を経て、特定非営利活動法人森林デザイン研究所代表。千葉県君津市八幡出身。木更津市出身。身長174cm。60kg（1976年2月）。
兄は千葉真一、姪は真瀬樹里、甥は新田真剣佑、眞栄田郷敦。

## 来歴
二男三女の二男で、父は高額のギャラが出るテストパイロットだった。戦時中の前田家は羽振りがよく、持ち家は何軒もあった。しかし戦後は生活が一転し、どん底に落とされた時期に矢吹は生まれている。中学校に上がると両親の負担を減らすため、芸能界に居た10歳上の兄・千葉真一の世話になることが家族内で決まり、東京へ向かう。実家の貧乏生活がつらくて、きっとマシになるという希望を抱き、真一の元に身を寄せた。
1967年に関東高等学校を卒業するが、6年間の学費は兄・千葉真一が支払った。大学へ進学したかったが、世話になっていた真一に「行きたい」とは言えず、一方で真一を通して芸能人と会ったり、撮影所に連れていってもらったことが、周囲にも「役者をやるのか」と言われる機会が増え、面白そうだなと興味を持ち始める。矢吹の意志を汲んだ真一は「演技の勉強をきちんとしなくてはいけない」と文学座附属演劇研究所へ入所させ、第7期生として入り、翌年に卒業した。社会経験のため、皿洗い、トラック運転手の助手、バンドボーイなど、さまざまな職業を経て、1969年、『ブラックチェンバー』に千葉 治郎としてデビュー。芸名は同作の原作者である生島治郎から名を貰った。
1970年、兄・千葉真一の主宰するジャパンアクションクラブに入る。その後、藤岡弘の大怪我により、急遽『仮面ライダー』の出演を果たす。同作の後は『ロボット刑事』に主演し、『アクマイザー3』では自ら願い出て、三枚目を演じた。矢吹は『仮面ライダー』が企画段階の『マスクマンK』で、主役候補に挙げられていた。矢吹を仮面ライダー2号にしようとする案もあったが、真一は同意せず、実現しなかった。
1975年、『激突! 合気道』で映画初主演を果たし、翌年の『ラグビー野郎』で主人公の名前、矢吹 二朗と改名する。1976年に丹波プロダクションへ移ったが、1982年に俳優を引退。移籍してからも兄・千葉真一の会社を手伝っていたが、税理士から「会社はもっと大きくなる。あなた以外に経営する人がいないから、俳優を続けるか、経営者になるか、どっちか決めてくれ」と言われたことが俳優を辞めるきっかけの一つとなった。また、真一と常に比較される悩みや、演じる方はもういいから、映画を創りたいという思いがあったと、複数の引退理由を挙げている。
引退後、兄・千葉真一の会社を経営し、収益は上がり、関連で作ったアパレルの会社も成功した。しかし戦中生まれで裕福に過ごしたことがある真一と、生まれた時から貧乏で裕福な生活の経験がない矢吹では、感性・価値観が全く異なり、一緒に経営していても金銭感覚が真逆だったという。意見が合わないことも増えていき、ほどなくして距離を置くようになった。矢吹は真一を「映画人としては尊敬できますが、経営者としてはどうにもならない人で（笑）」と評している。
古着屋経営を経て、千葉県森林整備協会にて県有林保護監視員として活動。2008年には、特定非営利活動法人森林デザイン研究所を設立。2015年時点では東京ドイツ村に勤務、同村内に在り、自ら企画した『ジージの森』を運営。ジージの森の名前は「お爺ちゃん（爺じ）が子供の頃に自然の中でやっていた遊びを今の子供たちにも伝えたい」という意味で名付けた。
また、2006年には千葉 治郎名義で、仮面ライダー誕生35周年記念イベント「面祭2」にゲスト出演。2009年3月に川崎市内のミニシアターで劇場版仮面ライダー上映イベントが催された際も、千葉 治郎で佐々木剛とともにトークイベントを行った。

## 人物
- 『仮面ライダー』撮影期間中に結婚[23]。当時は多忙で休みがない状態だったが、2日だけ休みをもらい結婚式を挙げたという[23]。
- 特技は、少林寺拳法、合気道、空手[1]。

## 出演

### テレビ作品
※テレビ映画とテレビドラマ双方の出演作。
- ブラックチェンバー（1969年、CX） - 英二
- 特命捜査室（1969年、CX） - 英二
- 新・平四郎危機一発（1969年 - 1970年、TBS） - 間一平
- ゴールドアイ（1970年、NTV） - 村山治郎 ☆第12話から
- 恋愛術入門 第11話「幼なじみ」（1970年、TBS / 国際放映） - 佐藤清
- 大河ドラマ / 黄金の日日（1978年、NHK） - 服部半蔵
- 大江戸捜査網 第25話「元禄ぐれん隊」（1971年、12ch） - 佐吉
- 打ち込め! 青春（1971年、NET） - 大曾根敏也
- 仮面ライダー（1971年 - 1973年、MBS） - 滝和也
- さすらいの狼 第13話「死の追跡」（1972年、NET）
- ロボット刑事（1973年、CX） - 新条強
- キカイダー01 第43話「ビジンダーに恋した若者」、第44話「ビジンダーの美しく悲しき別れ」（1974年、NET） - 峠英介
- ザ・ボディガード（1975年、NET） - 倉田治郎
- ザ★ゴリラ7（1975年、NET） - 萬年正
- アクマイザー3（1975年 - 1976年、NET） - 島一平
- 駆けろ!八百八町 第4話「母ごころ」（1977年、NET）
- 遠山の金さん 第65話「りんどう花が嵐を呼んだ」（1977年、NET） - 三浦宗助
- 人形佐七捕物帳 第10話「罪をかぶった罪」（1977年、ANB）
- 快傑ズバット 第31話「対決! 真犯人首領L?」、第32話「さらば斗いの日々、そして」（1977年、12ch） - 神竜伸介 / 総統D
- Gメン'75 （TBS）
  - 第128話「六万五千円の警察手帳」（1977年） - 高林俊
  - 第221話「海抜3170米の空中ブランコ」（1979年） - 竹村
- 大都会 PARTII 第47話「黒いライセンス」（1978年、NTV） - 杉山アキラ
- 太陽にほえろ!（NTV）
  - 第312話「凶器」（1978年） - 江島真二
  - 第488話「過去」（1981年） - 梶原清
- 土曜ワイド劇場 森村誠一の殺意の重奏（1978年、ANB）
- 吉宗評判記 暴れん坊将軍（ANB）
  - 第30話「裏切り御免!」（1978年） - 林市太郎
  - 第81話「姿なき勇士たち」（1979年） - 河村大介
  - 第188話「嵐を呼んだめ組の花嫁」（1981年） - 佐平
- 柳生一族の陰謀（1978年 - 1979年、KTV） - フチカリ
- 大空港 第69話「狙撃者の墓標 冬枯れの街よ友を優しく弔え!」（1980年、CX） - 相畑隆一郎
- 爆走! ドーベルマン刑事（1980年、ANB） - 平田京介
- 桃太郎侍（NTV）
  - 第172話「つばめに惚れた鉄砲玉」（1980年） - 吉松
  - 第231話「お伊勢参りは御難旅」（1981年） - 本庄一平
- 柳生あばれ旅 第5話「狼塾に美女がいた -沼津-」（1980年、ANB） - 矢吹一ノ進
- 悪党狩り 第8話「人斬り医者」（1980年、12ch） - 伊八
- 必殺仕事人 第75話「訴え技 火だるま身替り消し」（1980年、ABC）  - 立木栄之進
- 二百三高地 愛は死にますか 第1話「開戦」（1981年、TBS） - 広瀬武夫
- 旅がらす事件帖 第20話「激突! 恐怖の阿修羅太鼓」（1981年、KTV） - 塚原
- 特捜最前線 第196話「蜜甘とマグロと白い粉!」（1981年、ANB）
- 鬼平犯科帳 第2シリーズ 第1話「山吹屋お勝」（1981年、ANB）
- 時代劇スペシャル / 牢獄の花嫁（1981年、CX） - 加山耀三
- それからの武蔵（1981年、TX） - 竹内数馬
- 警視庁殺人課 第8話「空中に舞う3億円」（1981年、ANB）
- 西部警察 第104話「栄光への爆走」（1981年、ANB） - 秋本昇
- 影の軍団II 第7話「幻術! さそりの襲撃」（1981年、KTV） - 菊丸
- 松本清張シリーズ・けものみち（1982年、NHK）
- 水戸黄門 第13部 第1話「天下を狙う忍びの罠 -水戸・江戸-」（1982年、TBS） - 笠松大八

### 映画
- やくざ刑事シリーズ（東映）
  - やくざ刑事 マリファナ密売組織（1970年） - 二朗
  - やくざ刑事 恐怖の毒ガス（1971年） - ハンター姿の男
- 喜劇 いじわる大障害（1971年、日活）
- 仮面ライダーシリーズ（1972年、東映） - 滝和也
  - 仮面ライダー対ショッカー
  - 仮面ライダー対じごく大使
- 激突! 殺人拳（1974年、東映） - 志堅原義順
- 新幹線大爆破（1975年、東映） - 救援列車運転士
- けんか空手 極真拳（1975年、東映） - 有明省吾
- 帰って来た女必殺拳（1975年、東映） - 湘徳輝
- 激突! 合気道（1975年、東映） - 主演・植芝盛平
- 横浜暗黒街 マシンガンの竜（1976年、東映） - 瀬川次郎
- 必殺女拳士（1976年、東映） - 知念次郎
- ラグビー野郎（1976年、東映） - 主演・矢吹二朗
- 武闘拳 猛虎激殺!（1976年、東映） - 唐木誠
- 沖縄やくざ戦争（1976年、東映） - 知花鉄男
- やくざの墓場 くちなしの花（1976年、東映） - 若本英夫
- やくざ戦争 日本の首領（1977年、東映） - 張田軍大
- 北陸代理戦争（1977年、東映） - 花巻伝
- 青年の樹（1977年、東宝） -  和久宏
- 日本の仁義（1977年、東映） - 長波角太
- サーキットの狼（1977年、東映） - 沖田
- 姿三四郎（1977年、東宝） - 桧垣鉄心
- 柳生一族の陰謀（1978年、東映） - 柳生左門友矩
- 沖縄10年戦争（1978年、東映） - 石浦昇
- 影武者（1980年、東宝） - 伝騎
- 二百三高地（1980年、東映） - 久司大尉
- ええじゃないか（1981年、松竹） - 千松
- 燃える勇者（1981年、東映） - 坂本文男
- さらば愛しき大地（1982年、プロ群狼 / アトリエ・ダンカン） - 山沢明彦
- TATTOO＜刺青＞あり（1982年、ATG） - 島田照也
- 青春の門 自立編（1982年、東映） - 浜崎竜二

### 演劇
- 柳生十兵衛 魔界転生（1981年、JAC） - 柳生左門友矩

## 音楽
- 僕のバラ（1971年、キャニオン CA－52） ※シングル B面は「雨の朝ふたり」